# QF 3.7-inch mountain howitzer
L'Ordnance, QF 3.7-inch howitzer era un obice da montagna usato dal British Army e dagli eserciti del Commonwealth durante le due guerre mondiali.

## Storia
Il British Indian Army per primo richiese un moderno cannone da montagna nel 1906 per rimpiazzare il BL 10 pounder, sviluppato frettolosamente dopo la seconda guerra boera e che presentava diversi difetti. In particolare, il peso del proiettile era troppo basso e l'assenza del freno di sparo costringeva gli artiglieri a riposizionare il pezzo dopo ogni colpo. Tuttavia, le ristrettezze economiche ritardarono la produzione fino al 1915. Come soluzione provvisoria, la bocca da fuoco del pezzo BL 10 pounder venne incavalcata su un affusto aggiornato, ottenendo il BL 2.75 inch.

### Prima guerra mondiale

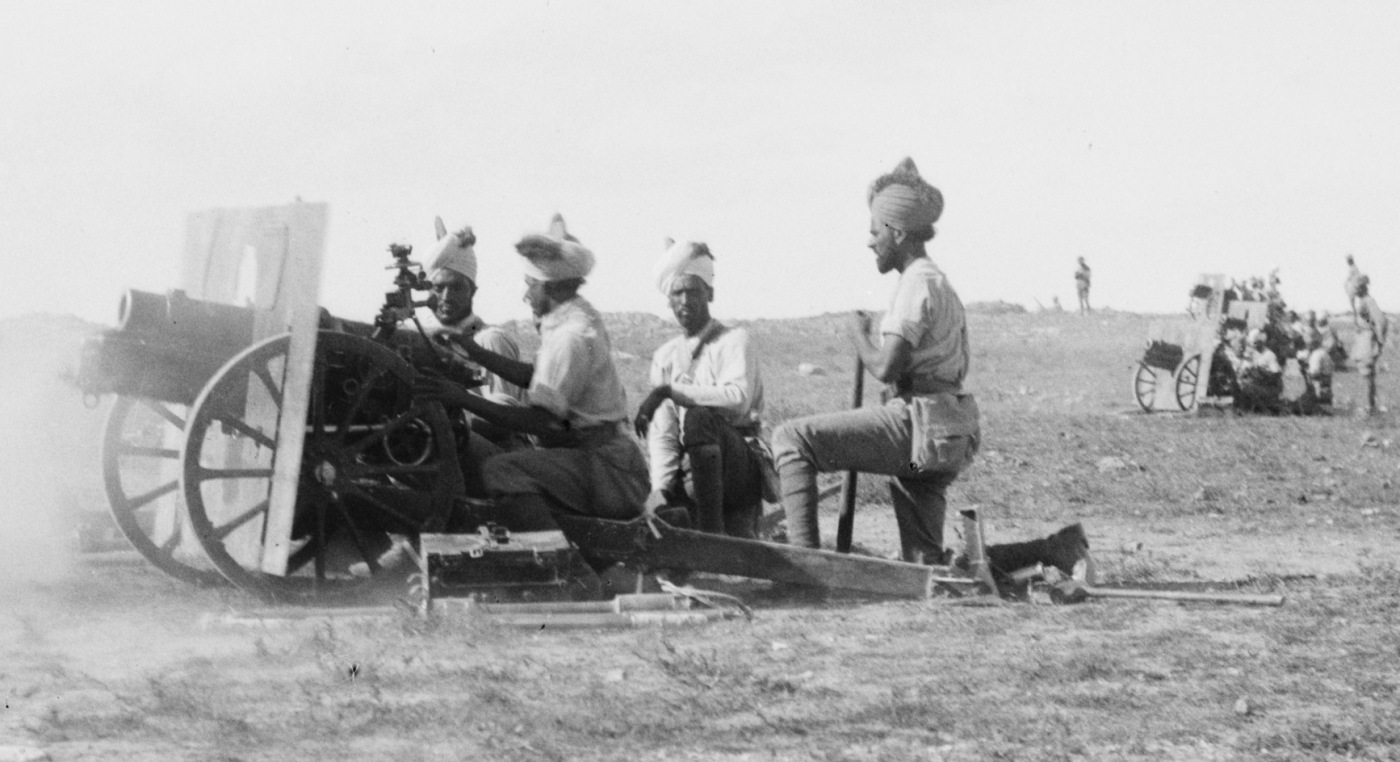
Batteria dell'Indian Army battery, probabilmente la 39th, a Gerusalemme nel dicembre 1917.

L'obice QF 3.7-inch venne introdotto in servizio nel 1917 ed entrò in azione lo stesso anno nella campagna della Mesopotamia.
La 22nd Derajat Mountain Battery (Frontier Force) giunse sul teatro della campagna dell'Africa Orientale Tedesca il 18 dicembre 1916, rilevando la 28th Battery che rientrò in India, e qui venne riequipaggiata, passando dal BL 10 pounder al nuovo QF 3.7-inch, che venne impiegata nell'attacco alle posizioni tedesche di Medo, l'11 aprile 1918.

### Periodo interbellico

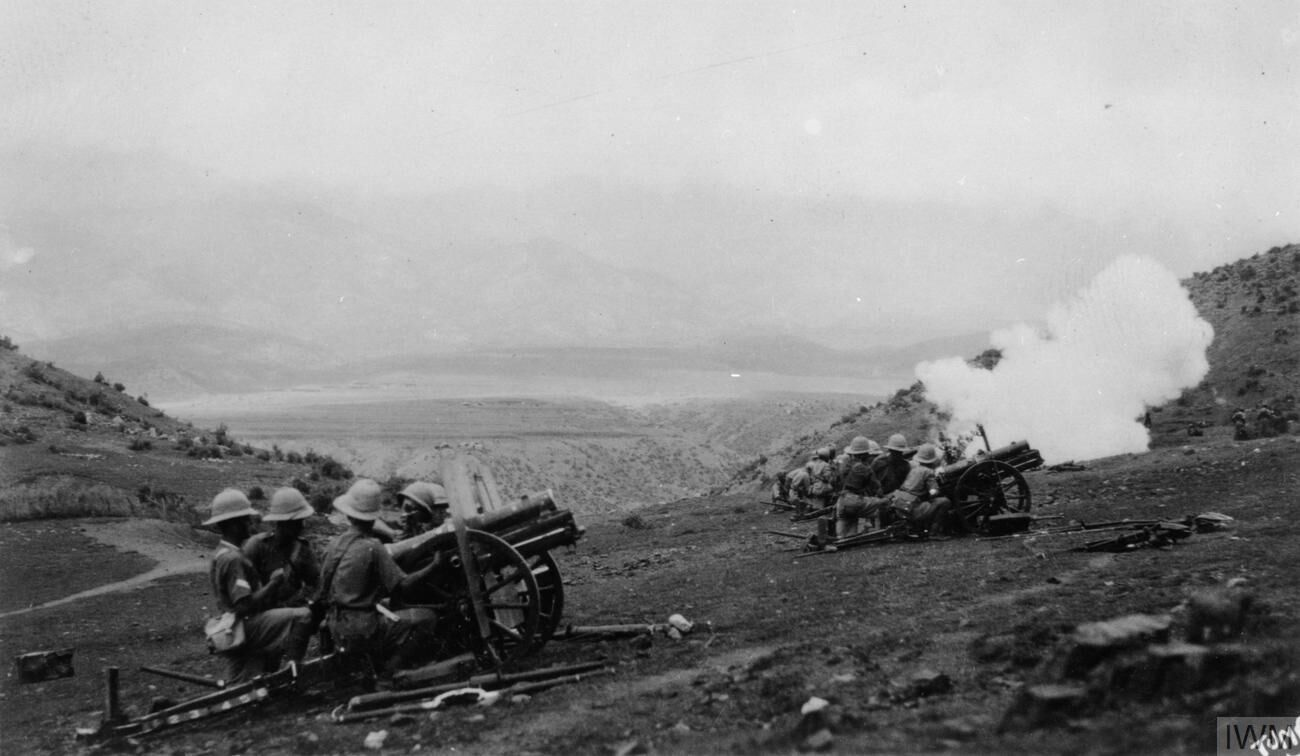
Artiglieri indiani in azione. India, 1930 circa.

Dopo la Grande Guerra, il nuovo obice sostituì il pezzo BL 2.75 inch in seno ai reggimenti di artiglieria da montagna di Royal Artillery e Royal Indian Artillery, che lo impiegò nelle guerre sulla frontiera nord-occidentale dell'India.

### Seconda guerra mondiale

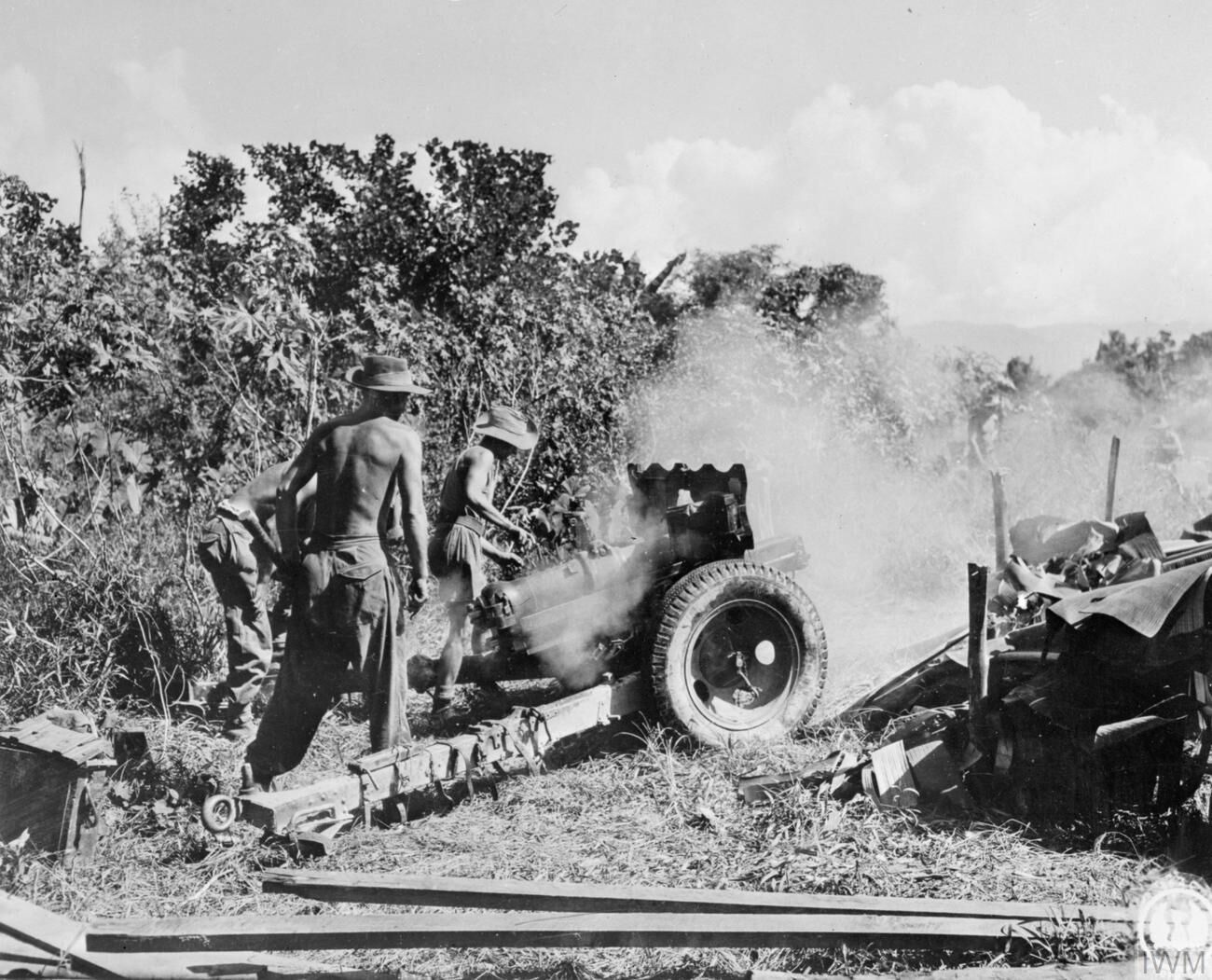
In azione in Birmania, 3 novembre 1944.

Durante la seconda guerra mondiale, l'arma equipaggiò le unità di artiglieria impiegate nella campagna del Nordafrica (Tunisia), in Italia, nella campagna della pista di Kokoda e in quella di Birmania, oltre che nei combattimenti nei Paesi Bassi e nella Ruhr del 1944-1945 da parte di unità originariamente destinate a operare sulle montagne della Grecia. In quest'ultimo teatro, in alcuni casi il pezzo venne smontato e trasportato manualmente ai piani alti degli edifici per fornire supporto di fuoco nei combattimenti urbani. Una versione alleggerita dell'obice venne brevemente utilizzata dalle truppe aviotrasportate. Il pezzo venne inoltre utilizzato sulle versioni da supporto ravvicinato dei carri Cruiser A9 e A10.
Durante la guerra, l'obice e il relativo munizionamento furono prodotti anche in altri Paesi del Commonwealth, inclusi India e Sudafrica, dove la ISCOR (Iron and Steel Corporation of South Africa) realizzò alcune versioni modificate.

## Secondo dopoguerra
Dopo la guerra l'obice QF 3.7 inch venne utilizzato anche ad altri paesi, come il corpo di spedizione francese in Estremo Oriente durante la guerra d'Indocina, l'India durante le guerre indo-pakistane del 1965 e del 1971 e il Bangladesh nella guerra di liberazione bengalese del 1971 (forniti dall'India al Mukti Bahini).
L'obice QF 3.7 inch venne dichiarato obsoleto dal British Army nel 1960, nonostante non fosse stato più utilizzato dal 1945.

## Tecnica

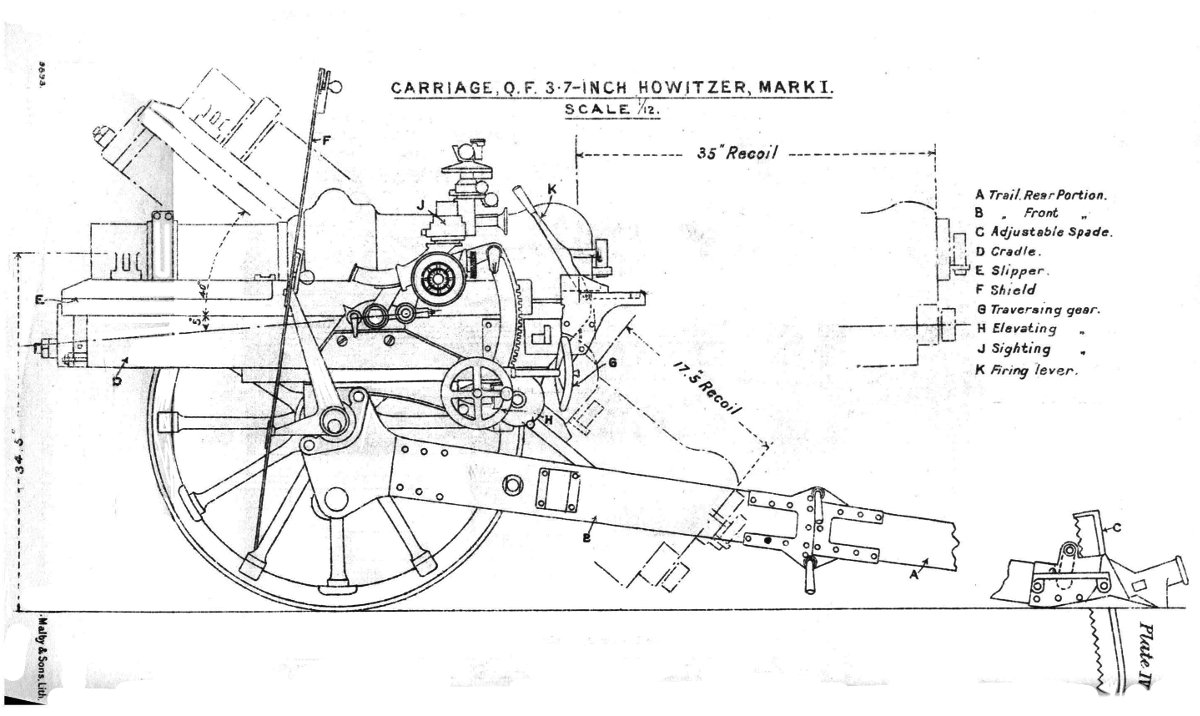
Disegno del QF 3.7-inch.

L'arma era progettata per essere scomposta in 8 carichi someggiabili, per il trasporto su terreni difficili. Il singolo carico più pesante era l'otturatore a vite interrotta, pesante 112 kg. Una squadra di serventi addestrati poteva scaricare i muli, riassemblare e schierare il pezzo in 2 minuti scarsi. Il sistema di sospensioni regolabili consentiva di schierare il pezzo in quasi tutte le posizioni, anche quelle troppo irregolari o con una pendenza troppo ripida per consentire il posizionamento dell'artiglieria da campagna. La procedura di scomposizione dell'obice e di someggio richiedeva più tempo per il sollevamento e fissaggio dei carichi rispetto al dispiegamento, ma poteva essere realizzato in tre minuti in condizioni favorevoli.
L'obice aveva un affusto a code divaricabili, prima arma britannica ad adottare questa soluzione che consentiva di fare fuoco anche ad alto angolo di elevazione, una caratteristica molto utile in montagna. Un grande scudo rettangolare proteggeva i serventi dal tiro di armi leggere, ma poteva eventualmente essere eliminato per risparmiare peso. Quando venne introdotto, l'affusto era dotato di due ruote di legno ed era abbastanza leggero da poter essere trainato da due cavalli. Le ultime versioni montavano invece ruote pneumatiche e potevano essere trainate da veicoli leggeri quali Bren Carrier o Jeep.
Il bossolo del propellente aveva 5 cariche di lancio crescenti, ma la granata ad alto esplosivo (HE) poteva essere utilizzata solo fino alla quarta carica, per evitare l'esplosione prematura del colpo. L'Australian Army in caso di emergenza in Papua Nuova Guinea poteva impiegare la quinta carica, chiamata dai serventi "O'Hara's charge".

## Munizionamento

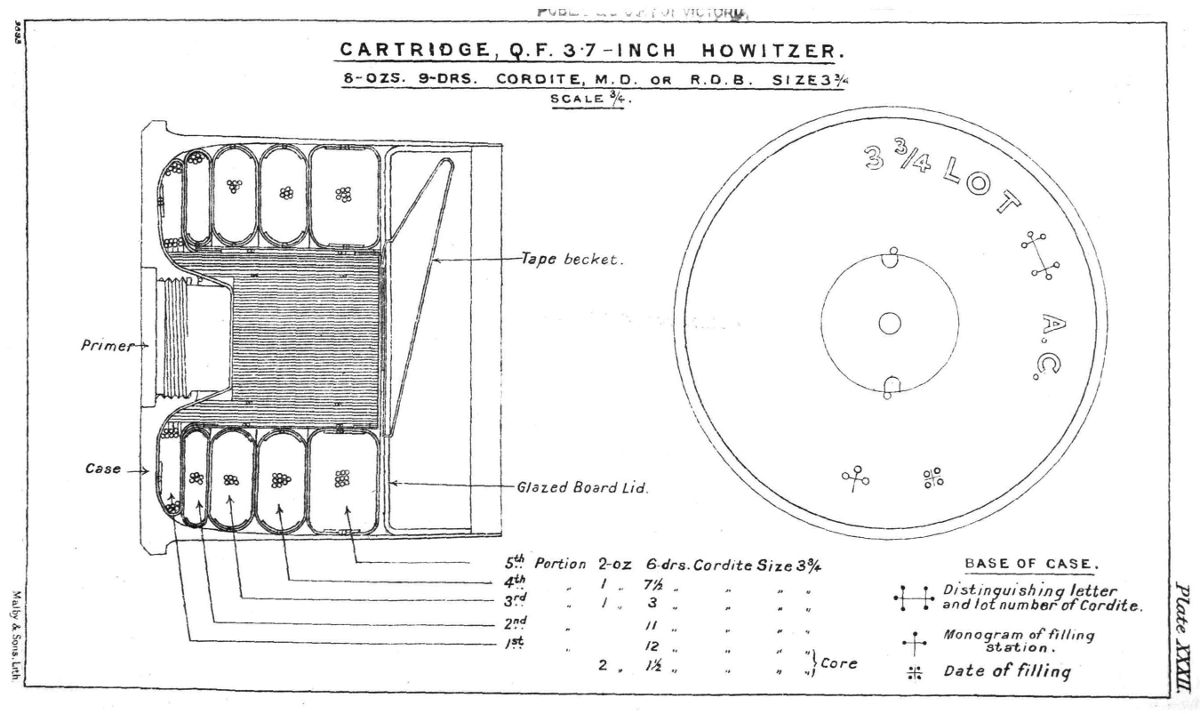
Bossolo con le 5 cariche in cordite
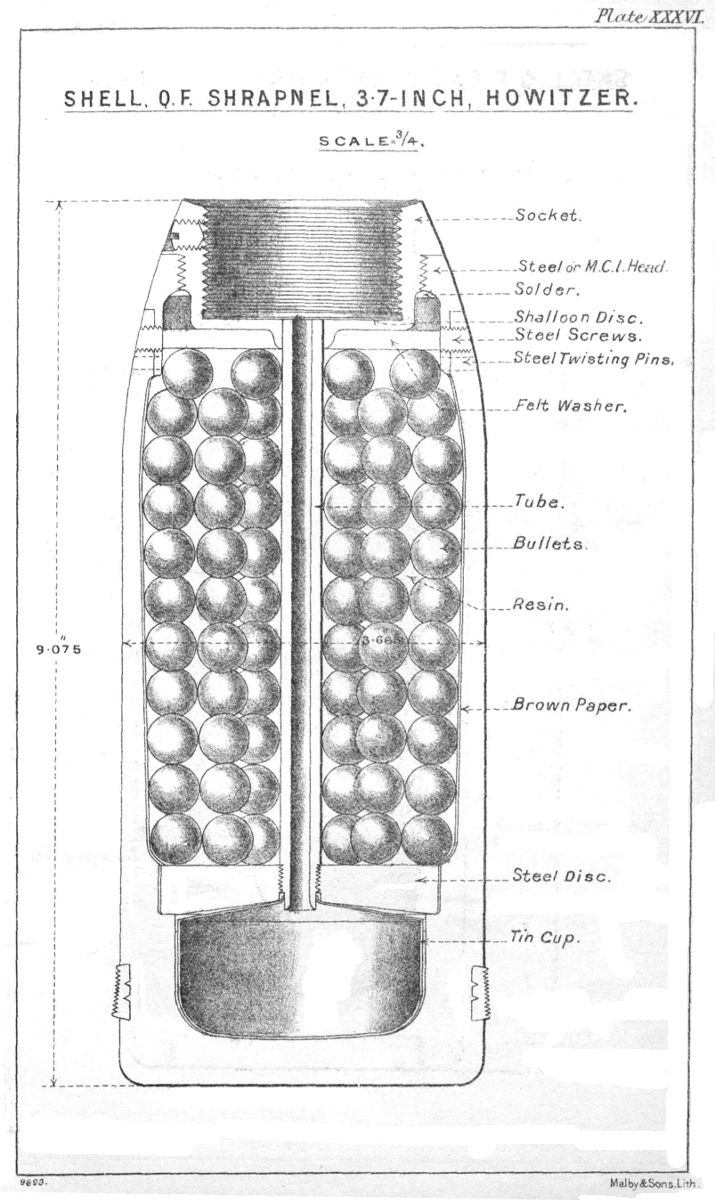
Proietto shrapnel
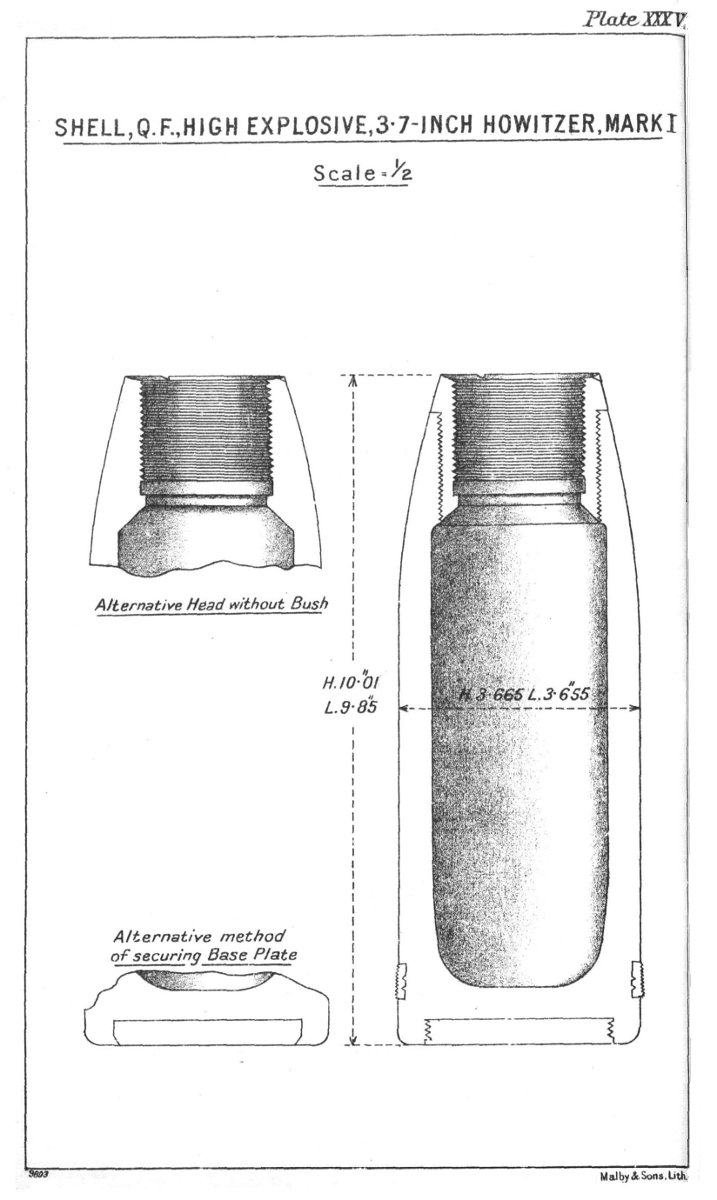
Granata HE Mark I
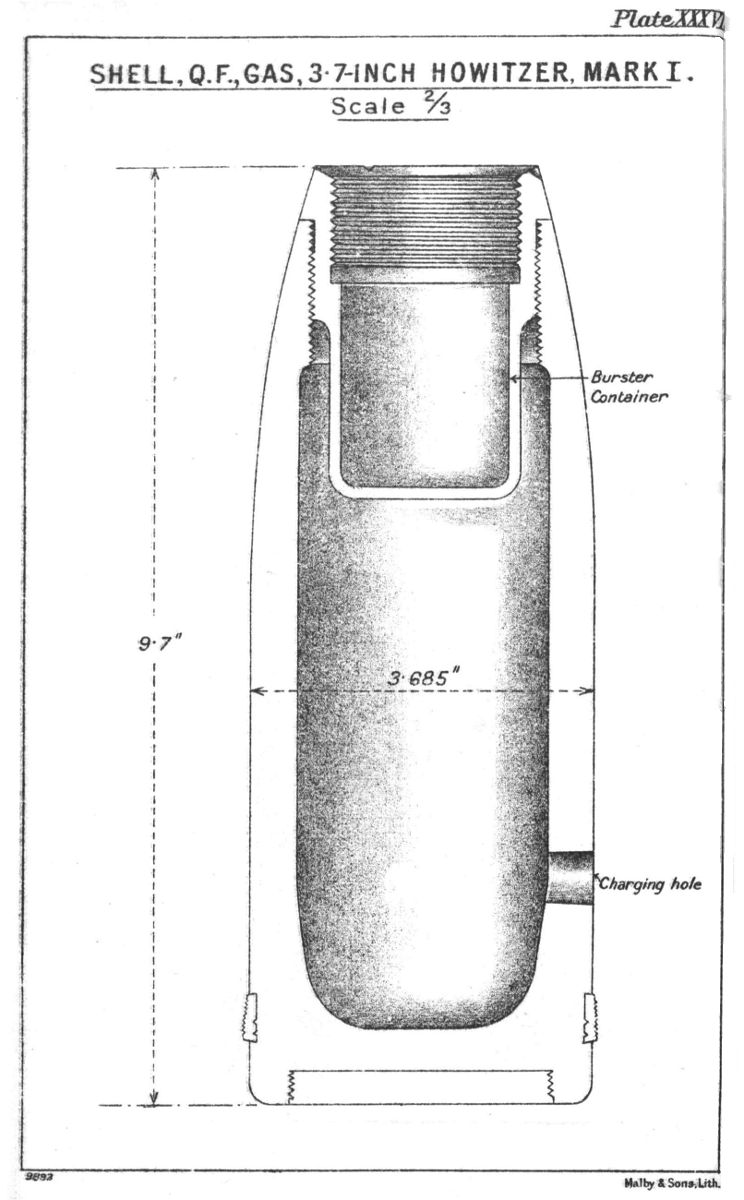
Granata chimica Mark I

## Esemplari esistenti

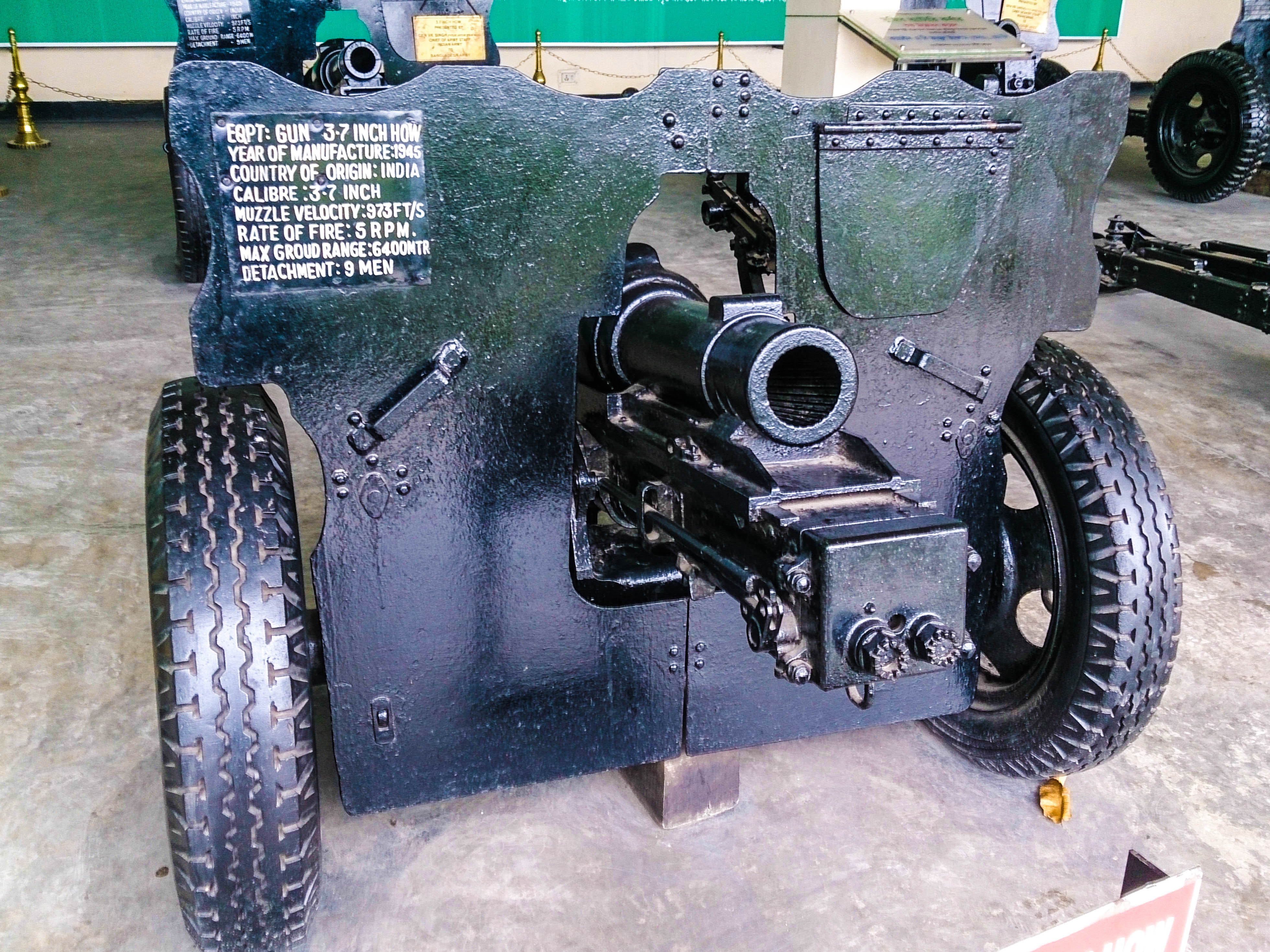
Obice QF 3.7-inch al Bangladesh Military Museum, utilizzato dalla "Mujib Battery" nel 1971 nella guerra di liberazione bengalese.

- Royal Artillery Museum, Woolwich, London Archiviato il 26 aprile 2016 in Internet Archive.
- Bocca da fuoco Mk I del 1942 su affusto Mk II all'Imperial War Museum Duxford, UK.[10]
- Bangladesh Military Museum, Dacca
- Batei HaOsef, Tel Aviv
- Army Memorial Museum, Waiouru, Nuova Zelanda
- Museo dell'esercito vietnamita, Hanoi
- Museo militare della Zona 5, Đà Nẵng
- Museo della guerra, Atene
- GEM Homes, Johannesburg, Sudafrica
- Lenz Military Base, Johannesburg, Sudafrica
- Military Police Brigade HQ a Camp Cropper, Iraq